# Si tú te atreves
«Si tú te atreves» es una balada escrita y producida por Manuel Alejandro e interpretada y producida por el cantante mexicano Luis Miguel, la canción fue lanzada bajo la compañía discográfica Warner Music Latina en Estados Unidos, Hispanoamérica y España, durante el segundo cuarto del año 2008, como el primer sencillo del 18°. álbum de estudio Cómplices (2008).

## Historia
Es una balada romántica que cuenta la historia de un amor tan intenso como prácticamente imposible de realizar, por la difícil situación, ya que ambos no son libres, pero en algunos casos, como en el video de esta canción, el amor es más fuerte, ya que se lo ve a Luis Miguel, practicando y finalmente quemando su ensayo de despedida, ya que le resultó imposible renunciar a su verdadero amor. 
La historia de Manuel Alejandro, autor de Si tú te atreves, es recreada a la perfección por un Luis Miguel elegante e impecable como siempre.
Rebecca Blake fue la encargada de realizar la filmación de “ Si tú te atreves” en la ciudad de Los Ángeles, California, Estados Unidos, a finales de marzo de 2008. Ella ya ha trabajado anteriormente con Luis Miguel: O tú o Ninguna / Amor, amor, amor, por ejemplo, están bajo su Dirección Artística.